# Perissomerus rubrus
Perissomerus rubrus är en skalbaggsart som beskrevs av Martins och Maria Helena M. Galileo 2007. Perissomerus rubrus ingår i släktet Perissomerus och familjen långhorningar. Inga underarter finns listade i Catalogue of Life.